# Pismis 24-1

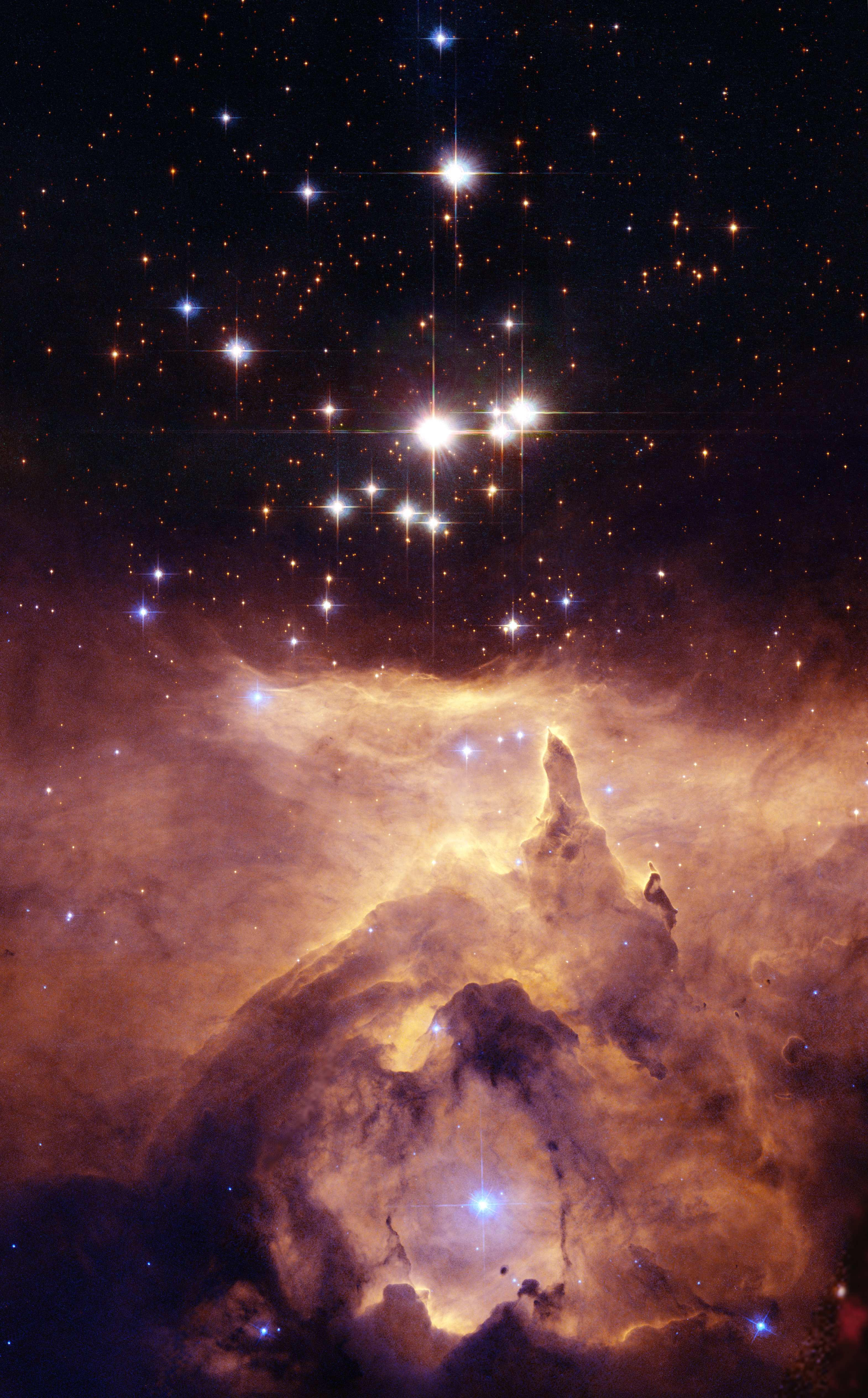
La nebulosa NGC 6357 ripresa dal telescopio spaziale Hubble; Pismis 24-1 è la stella più brillante visibile nel campo osservativo.

Pismis 24-1 è un massiccio sistema stellare situato nella costellazione dello Scorpione; è il membro più brillante dell'ammasso aperto Pismis 24, situato nella nebulosa ad emissione NGC 6357, posta ad una distanza di circa 2,5 kiloparsec (oltre 8000 anni luce) dal sistema solare. Assieme a Trumpler 14, il sistema di Pismis 24-1 costituisce il luogo con la maggior densità di stelle supermassicce entro 3 kpc dal Sole.
Inizialmente si riteneva che la Pismis 24-1 fosse la stella più massiccia conosciuta, con una massa stimata compresa tra 200 e 300 masse solari (M⊙); dalle immagini ad alta risoluzione riprese dal telescopio spaziale Hubble si è tuttavia compreso che Pismis 24-1 era quantomeno una stella binaria. La componente primaria, Pismis 24-1SW (HD 319718A / CD-34 11671A / LSS 4142A), è una stella di magnitudine +10,43, che, sulla base dei dati reperiti al database SIMBAD, è una gigante blu di classe spettrale O7 III. La componente secondaria, Pismis 24-1NE (HD 319718B / CD-34 11671B / Pismis 24-17), è ugualmente una gigante blu di magnitudine +11,4 di classe O3 III. A sua volta, quest'ultima è una binaria spettroscopica; il sistema quindi consiste nel complesso di almeno tre componenti.
I valori delle masse delle singole componenti sono state stimate in un primo tempo in 96 ± 10 M⊙ per la componente primaria e 97 ± 10 M⊙ per la secondaria, mentre Fang e colleghi, in uno studio del 2012, riducono le masse rispettivamente a 74 e 66 masse solari. Trattandosi di stelle estremamente massicce, questi valori si avvicinano al limite di Eddington, il limite teorico di 150 M⊙ superato il quale la stella verrebbe dilaniata dalla sua stessa radiazione. La loro età stimata è prossima al milione di anni.. Prese singolarmente non sono quindi le più massicce dell'ammasso; la massa stimata di Pismis 24-17 è infatti pari a 78 volte quella del Sole.